# C'était inévitable
Pour plus de détails, voir Fiche technique et Distribution.
C'était inévitable (It Had to Happen) est un film américain en noir et blanc réalisé par Roy Del Ruth, sorti en 1936.

## Synopsis
Enrico Scaffa et son ami Giuseppe débarquent aux États-Unis par bateau en tant qu'immigrés pauvres d'Italie. Alors qu'ils gagnent leur vie comme réparateurs de voiries malmenés par les locaux, Enrico et son caractère inflexible attirent fortuitement l'attention du maire de la ville, lequel lui offre un poste à la mairie. 
Cinq ans plus tard, Raft est devenu une personnalité politique et un chef de quartier responsable du bien-être de son district. Il croise de nouveau la riche héritière Beatrice Nunes, qu'il avait rencontrée aux douanes à son arrivée sur le sol américain, et qui est aujourd'hui mal mariée à Rodman Dreke. Enrico lui fait la cour, mais il est bientôt accusé de détournement de fonds.

## Fiche technique
- Titre original : It Had to Happen
- Titre français : C'était inévitable
- Réalisateur : Roy Del Ruth
- Scénario : Rupert Hughes, Kathryn Scola (en), Howard Ellis Smith
- Musique : Arthur Lange
- Photographie : J. Peverell Marley
- Montage : Allen McNeil
- Producteur : Darryl F. Zanuck
- Société de production et de distribution : 20th Century Fox
- Pays de production :  États-Unis
- Langue d'origine : anglais américain
- Format : Noir et blanc — 35 mm — 1,37:1 — son : mono (Western Electric Noiseless Recording)
- Genre : comédie romantique
- Durée : 79 minutes (1 h 8)
- Dates de sortie :
  - États-Unis : 14 février 1936
  - France : 26 juin 1936

## Distribution
- George Raft : Enrico Scaffa
- Rosalind Russell : Beatrice Nunes
- Leo Carrillo : Giuseppe Badjagaloupe, l'ami italien d'Enrico
- Arline Judge : Miss Sullivan, la secrétaire d'Enrico
- Alan Dinehart : Rodman Dreke, le mari banquier de Beatrice Nunes
- Arthur Hohl : John Pelkey
- Clay Clement : McCloskey